# بروس راسيل
بروس راسيل (بالإنجليزية: Bruce Russell)‏ (25 أغسطس 1859 في المملكة المتحدة - 13 مايو 1942) هو لاعب كرة قدم بريطاني (وحمل سابقاً جنسية المملكة المتحدة لبريطانيا العظمى وأيرلندا) في مركز الدفاع. شارك مع منتخب إنجلترا لكرة القدم. أما مع النوادي، فقد لعب مع Royal Engineers A.F.C. ‏.

## وصلات خارجية
- بروس راسيل على موقع قاعدة بيانات كرة القدم.إي يو (الإنجليزية)
- بروس راسيل على موقع ناشيونال فوتبول تيمز (الإنجليزية)